# Heilige Geestkerk ('s-Hertogenbosch)
De Heilige Geestkerk was een parochiekerk in de Noord-Brabantse stad 's-Hertogenbosch. De kerk was gelegen aan het Rivierenplein 24.

## Geschiedenis
De Heilige Geestkerk werd gebouwd in 1965 voor de wijk De Meerendonk (rivierenbuurt) ofwel Aawijk Zuid, naar een ontwerp van Johannes Anthonius Lelieveldt. Het betrof een kerkgebouw in de stijl van het naoorlogs modernisme waarbij de kerk een schuin aflopend dak en een vrijwel losstaande open klokkentoren bezat. Het gebouw werd uiteindelijk te groot en in 1995 werd het alweer gesloopt, inclusief de toren.
Een nieuwe, kleinere kerk werd ingericht in de onmiddellijke omgeving, namelijk aan de Waalstraat. Hiertoe werd een parochiezaal verbouwd. Deze kleinere kerk omvatte een kerkzaal en een losstaande bakstenen klokkengevel. In 2007 werd ook hier de laatste kerkdienst gehouden. Vanaf 2008 fungeert dit gebouw als Kapel Radio Maria.